# دختر زیبا (ترانه مگی لیندمان)
«دختر زیبا» (به انگلیسی: Pretty Girl) ترانه‌ای از خواننده-ترانه‌پرداز آمریکایی مگی لیندمان می‌باشد که در ۳۰ سپتامبر سال ۲۰۱۶ از سوی ۳۰۰ انترتینمنت منتشر گردید. این ترانه توسط لیندمان، ساشا اسلون و شان مایر نوشته شده است و تهیه‌کنندگی آن نیز بر عهدهٔ جیسن دازوزیو بوده است.